# La Grande Mare
Pour les articles homonymes, voir Grande Mare.
Pour plus de détails, voir Fiche technique et Distribution.
La Grande Mare (The Big Pond) est un film américain de Hobart Henley sorti en 1930.

## Synopsis
A Venise, Pierre Mirande (Maurice Chevalier) tombe amoureux de Barbara Billings (Claudette Colbert).

## Fiche technique
- Titre : La Grande Mare
- Titre original : The Big Pond
- Réalisation : Hobart Henley
- Scénario : Garrett Fort et Robert Presnell Sr. d'après la pièce de George Middleton et A.E. Thomas
- Dialogues : Preston Sturges
- Production : Monta Bell
- Société de production : Paramount Pictures
- Photographie : George J. Folsey
- Montage : Emma Hill
- Arrangements musicaux : Johnny Green
- Costumes : Caroline Putnam
- Pays d'origine : États-Unis
- Langue : anglais
- Format : noir & blanc - Son : Mono (MovieTone)
- Genre : Comédie romantique
- Durée : 72 minutes
- Date de sortie : 
  - États-Unis : 3 mai 1930

## Distribution
- Maurice Chevalier : Pierre Mirande
- Claudette Colbert : Barbara Billings
- George Barbier : M. Billings
- Marion Ballou : Mme Billings
- Andrée Corday : Toinette
- Frank Lyon : Ronnie
- Nat Pendleton : Pat O'Day
- Elaine Koch : Jennie